# K2
Il K2 (pron. /kappaˈdue/), abbreviazione di Karakorum 2, conosciuto anche come Monte Godwin-Austen, ChogoRi (lingua balti) o Dapsang, è con i suoi 8 611 metri di altitudine s.l.m. la seconda vetta più alta della Terra dopo l'Everest, situato nella subcatena del Karakorum, al confine tra il Pakistan e la Provincia Autonoma Tagica di Tashkurgan di Xinjiang, Cina.

## Il nome

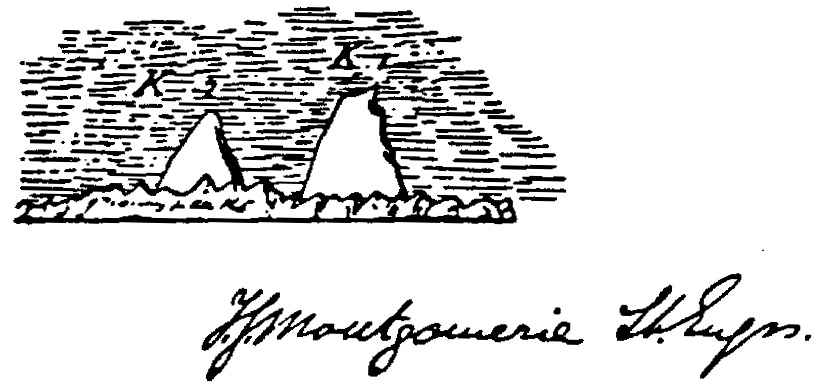
Schizzo di Montgomerie per il K2

Il nome K2 sta per Karakorum 2, cioè "seconda cima del Karakorum", e fu assegnato alla montagna dal colonnello Thomas George Montgomerie, membro del gruppo guidato dal geografo inglese Henry Haversham Godwin-Austen, che effettuò i primi rilevamenti nel 1856.
Il "2" nacque in effetti da un errore di misurazione dell'altezza della cima: come K1 venne inizialmente indicato il Masherbrum, che invece è considerevolmente più basso, ma per pura coincidenza il numero "2" corrispondeva alla posizione della montagna nella lista delle cime più alte del mondo, e questo ne ha giustificato il suo mantenimento anche in seguito.
Secondo quanto riferito da Hubert Adams Carter, il nome ChogoRi sarebbe una creazione occidentale, nata dall'unione delle parole Baltì chhogo (grande) e ri (montagna), e non sarebbe utilizzato dalla popolazione locale, per la quale il nome della montagna sarebbe semplicemente K2, pronunciato Ke-tu. Il termine Ketu sta addirittura assumendo per i Baltì il significato di “picco elevato”, o “grande montagna”.

## Conformazione
La montagna è posta nel Karakorum, al confine tra Cina e Pakistan, non lontano dagli altri ottomila della sub-catena (Massiccio del Gasherbrum) e altri settemila. Si presenta di forma piramidale fino alla base, più accentuata rispetto all'Everest, con quattro pareti, due sul versante nord cinese e due sul versante sud pachistano. Sul versante sud-est è presente lo Sperone degli Abruzzi. Dalle sue pendici nascono lingue glaciali che confluiscono nel ghiacciaio Baltoro.

### Altezza: Everest e K2
Nel 1987, lo studioso italiano Ardito Desio, sollecitato dalla curiosa notizia apparsa l'anno prima che uno statunitense (George Wallenstein) aveva rimisurato l'elevazione del K2 con la nuova tecnologia satellitare che stava sviluppandosi in quegli anni, e che le elaborazioni dell'Università di Washington fornivano una quota presumibilmente compresa tra 29 064 ft (8 859 m) e 29 228 ft (8 909 m), superiore addirittura a quella dell'Everest, organizzò in breve tempo una spedizione in Asia per verificare la quota di entrambe le montagne.
Utilizzando in questo caso la nuova tecnologia satellitare per le quote dei campi base, e la tecnologia ottico-elettronica tradizionale per i rilevamenti delle cime, confermava che l'Everest conservava il suo primato. Restava però la necessità di verificare con tecniche moderne le quote effettive delle due montagne.

#### Al 60º dalla prima ascensione
Per celebrare il 60º anniversario dalla prima scalata del K2, il Progetto EvK2 del CNR ha organizzato un'ulteriore spedizione che ha coinvolto alpinisti pakistani e italiani. Iniziata il 26 luglio 2014, la nuova scalata ha visto 7 uomini raggiungere la vetta. 
Per l'occasione, Remhat Ullah Baig, uno dei migliori scalatori, ha portato con sé un avanzato sistema GPS Leica che ha registrato i dati della montagna come mai prima di allora: questo ha misurato infatti con precisione un'altezza di 8609,02 m.
Negli anni sono infatti state effettuate molte misurazioni, anche ad opera del Consiglio Nazionale delle Ricerche, un'abitudine già messa in pratica da Ardito Desio, ma mai con strumenti così precisi come il nuovo dispositivo Leica.

## Alpinismo
(Reinhold Messner, K2 Chogori, p. 14)
ChogoRi significa Grande montagna,  ma per la sua difficoltà alpinistica e per l'alta mortalità (il rapporto fra alpinisti che hanno raggiunto la vetta e vittime totali è di 1 a 4) è conosciuto anche come la Montagna Selvaggia. Fra gli ottomila ha il terzo più alto tasso di mortalità di scalata dopo l'Annapurna I e il Nanga Parbat; Reinhold Messner indica che si tratta dell'ottomila più difficile da scalare e la sua opinione è condivisa anche da altre fonti; tutto ciò deriva dalla somma di diversi fattori
quali l'estrema ripidezza di tutti i suoi versanti, la presenza costante di tratti di arrampicata e passaggi alpinistici molto impegnativi e pericolosi, e l'assenza quasi totale di posti adatti ad un campo. Inoltre il K2 detiene un altro primato che testimonia ancora una volta la sua difficoltà; infatti, è stato, nel gennaio 2021, l'ultimo 8 000 ad essere stato scalato in inverno: a titolo di paragone, 41 anni dopo l'Everest e 5 dopo il Nanga Parbat in quella stagione.
La cima fu raggiunta per la prima volta da Achille Compagnoni e Lino Lacedelli il 31 luglio 1954, grazie al contributo fondamentale fornito da Walter Bonatti e Amir Mahdi che, con un'impresa senza precedenti affrontarono il rischio della morte in un forzato bivacco notturno a oltre 8 100 metri, trasportando a Compagnoni e Lacedelli le bombole d'ossigeno rivelatesi poi essenziali al compimento della spedizione italiana guidata da Ardito Desio. Per questo è conosciuta anche come "La montagna degli italiani".

### Difficoltà
(Reinhold Messner, La grande storia di Paolo Mieli)
L'ascensione del K2 è di gran lunga più difficoltosa di quella dell'Everest, i cui pendii sono molto meno ripidi e affrontabili anche da alpinisti non perfettamente esperti e addestrati, purché equipaggiati con abbigliamento adatto alle bassissime temperature e con respiratori a ossigeno per superare l'elevata rarefazione dell'aria in quota.

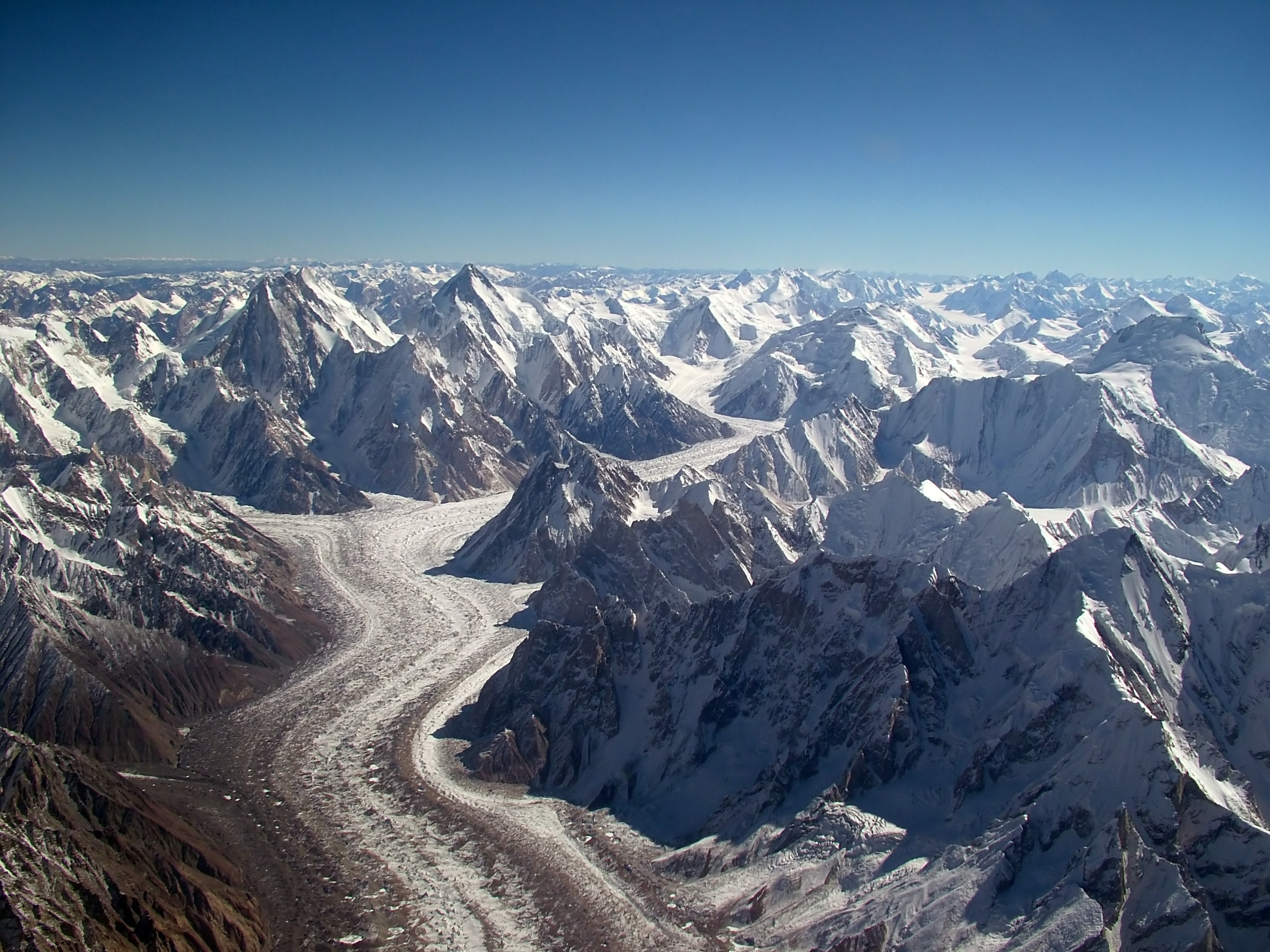
Ghiacciaio Baltoro, percorso di avvicinamento al K2

Oltre alla forte pendenza il K2 presenta continui passaggi alpinistici difficili, anche ad altissima quota, mentre per quanto riguarda l'Everest una volta superate le Khumbu Icefalls ed essere giunti al campo uno, la via normale presentava fino al 2015 un'unica difficoltà alpinistica di un certo livello, l'Hillary Step.
Il K2 è inoltre situato in luoghi remoti: il campo base è infatti a 80 km di distanza a piedi dalla più vicina località raggiunta da veicoli, Askole, 60 dei quali sono da percorrere sul ghiacciaio Baltoro. Per una spedizione in stile himalayano è già un'enorme difficoltà arrivare a trasportare e montare il campo base, tanto che numerose sciagure si contano già durante questa fase.
La latitudine del K2 è di 8° più a nord dell'Everest, il che, se da una parte affievolisce l'impeto del monsone, dall'altro rende il clima più rigido e più difficilmente prevedibile: la montagna è infatti spesso soggetta a bufere violentissime della durata di diversi giorni, che in certi anni hanno impedito di raggiungere la vetta per l'intera stagione.
La difficoltà del K2 è testimoniata dall'elevata percentuale di insuccessi sul numero totale di tentativi, incluse numerose tragedie. La seconda ascensione è avvenuta ben 23 anni dopo la prima, cioè nel 1977. Fino al 2007, solamente 278 persone (di cui 35 italiane) hanno raggiunto la vetta, contro le oltre 3 000 che hanno raggiunto quella dell'Everest. Ben 66 persone vi hanno perso la vita (spesso nella fase di discesa), delle quali 16 nel 1986.

### Percorsi e accessi

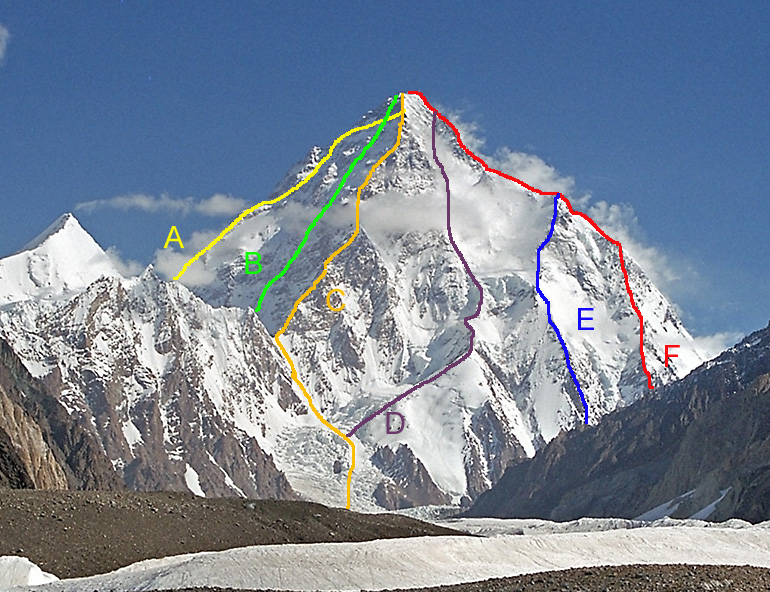
Le principali vie di ascensione aperte sul versante pakistano della montagna: A = Cresta Ovest; B = Parete Ovest; C = Pilastro Sudovest; D = Parete Sud; E = Sperone Sud-Sudest; F = Sperone Abruzzi.

Le diverse vie di ascensione al K2 sono accomunate dalla pendenza notevole, dalla forte esposizione e dalla presenza di numerosi passaggi alpinistici difficili.
Sul versante pakistano, il più conosciuto e frequentato, vi sono le seguenti vie:
- Cresta Ovest – Scalata nel 1981.
- Parete Ovest – Tecnicamente difficile ad elevata altitudine, scalata da un team russo nel 2007.
- Pilastro Sud-Sudovest – Battezzato Magic Line da Messner e obiettivo originale della spedizione da lui guidata nel 1979 (che deviò ben presto sul classico Sperone Abruzzi).[12] Via tecnica e tra le più difficili, fu scalata nel 1986 dal trio polacco slovacco Piasecki-Wroz-Bozik dopo numerosi tentativi, come quello di Renato Casarotto, che, arresosi a 300 m dalla cima, morì sulla via del ritorno. Da allora una spedizione catalana è stata la sola a ripeterla.[13]
- Parete Sud o "Via Polacca" – Estremamente esposta alle valanghe e molto pericolosa. Reinhold Messner la giudicò una sorta di "suicidio".[14] Scalata nel 1986 dai polacchi Jerzy Kukuczka e Tadeusz Piotrowski, mantiene ancor oggi la sua fama, dato che nessuno è riuscito a ripetere l'impresa.
- Sperone Sud-Sudest o "Via Cesen" – Variazione dello Sperone degli Abruzzi, a cui si ricongiunge. Salita per la prima volta da Tomo Česen in solitaria nel 1986. La linea era già stata tentata dalla spedizione inglese di Doug Scott nel 1983. È forse la via più sicura in quanto evita il primo grande ostacolo dello Sperone Abruzzi, la Piramide Nera.
- Cresta Nordest – Via lunga e con cornici, inaugurata da Rick Ridgeway, John Roskelly, Lou Reichardt e Jim Wickwire nel 1978.Il versante nord, cinese, del K2.

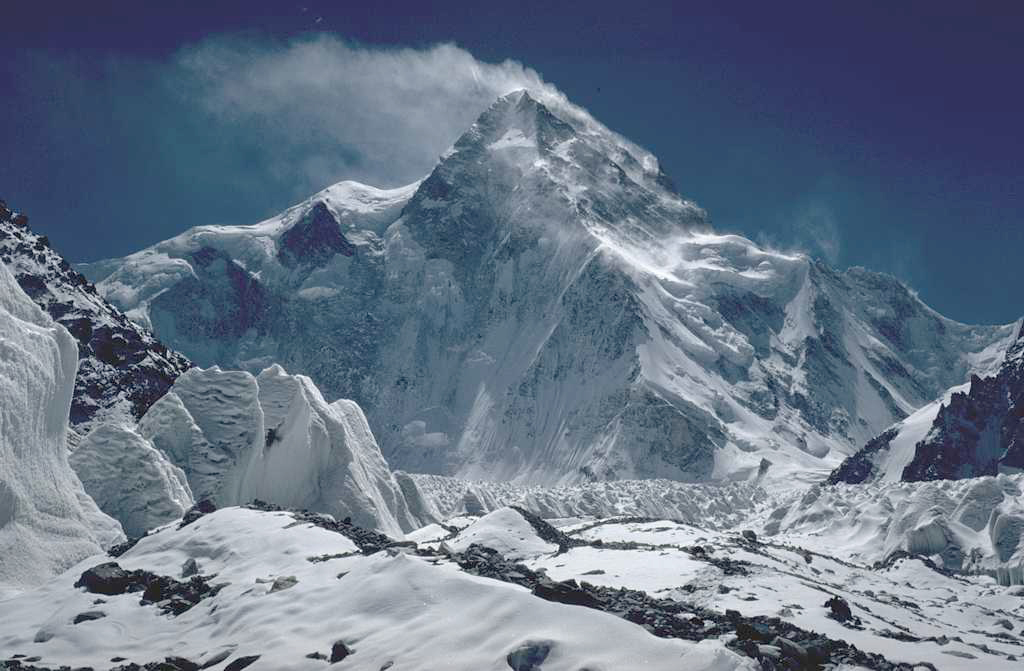
Il versante nord, cinese, del K2.

- Sperone degli Abruzzi o cresta Sudest – È la via utilizzata per la prima ascesa e, nonostante sia considerata la "via normale", è piuttosto difficile e pericolosa.

Sul versante cinese, molto meno esplorato e frequentato, anche perché le autorità cinesi impediscono l'utilizzo di portatori locali quali gli sherpa nepalesi, esistono solo 2 percorsi esplorati:
- Cresta Nord – Inaugurata da una grande spedizione giapponese nel 1982, è forse uno dei percorsi himalayani più interessanti; da affrontare in gruppi numerosi, anche se ci sono problemi di spazio al campo 1 e al campo 4.
- Parete Nordovest – Inaugurata nel 1992, prevede il passaggio per la cresta Nordovest per poi ricollegarsi al percorso precedente.

#### Avvicinamento
L'avvicinamento dal versante pakistano comporta diverse tappe e richiede, a volte, oltre due settimane di percorrenza.
Il trekking di avvicinamento parte normalmente da Rawalpindi o da Islamabad, da dove ci si trasferisce in aereo a Skardu, nel nord del Pakistan. Poi ci si reca, normalmente con mezzi fuoristrada, al villaggio di Askole, da dove si prosegue a piedi. Durante la marcia di avvicinamento si incontrano diversi paeselli e campi attrezzati, tra cui: Korophone, Jhula, Bardumal, Paiju, Khuburse, Urdukas e Goro. Il K2, però, non si mostra fino a che non si giunge al Circo Concordia, punto d'unione dei ghiacciai Baltoro, Abruzzi e Godwin-Austen (4720 m), da dove appare all'improvviso come un enorme cono che si staglia nel cielo e sovrasta le vette circostanti. Da qui, un'ultima tappa di circa 4 ore porta al campo base, a circa 5 000 metri di quota.

#### Sperone Abruzzi

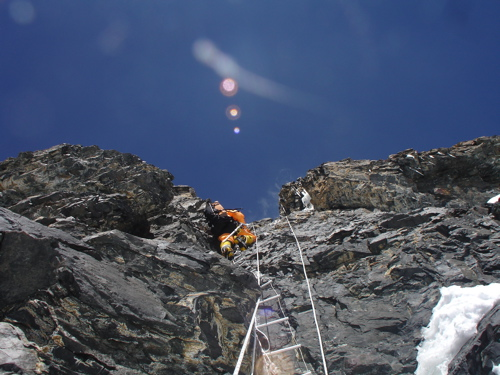
Salita lungo lo Sperone degli Abruzzi

È la via usata più di ogni altra, e deve il suo nome a Luigi Amedeo di Savoia-Aosta, Duca degli Abruzzi, che la aprì nel 1909. Segue la cresta sud-est e comincia a 5 400 metri, luogo dove si può installare un campo base avanzato sopra al ghiacciaio Godwin-Austen. Dopo una serie di difficoltà iniziali, si presentano le due famose e difficili arrampicate del Camino (House Chimney) e della Piramide Nera. Sopra la Piramide Nera pendii ripidi e pericolosamente esposti conducono alla evidente Spalla. L'ultimo grande ostacolo per la vetta è quindi il Collo di Bottiglia, pericolosamente vicino a un muro di seracchi nella parte sommitale est.

### Memorial Gilkey
Il memorial Gilkey è un monumento funebre dedicato ad Art Gilkey, alpinista statunitense morto durante la spedizione statunitense del 1953. Si tratta di un semplice cumulo di pietre, ricoperto di incisioni, targhe metalliche e piatti di latta, ciascuno dei quali riportante il nome di uno o più alpinisti morti sulla montagna. È tradizione che chi muore sul K2 venga ricordato con una targa sul memoriale, spesso costituita da un semplice piatto metallico con il nome del defunto sbalzato artigianalmente.

### Statistiche e dati tecnici
Dalla prima salita di Compagnoni e Lacedelli, 285 uomini e 11 donne hanno raggiunto la cima della montagna, all'anno 2015. Di questi, 31 sono morti nella discesa, ovvero il 10,5%.
Particolare è il rapporto tra il K2 e le donne: tutte le prime 5 alpiniste che hanno raggiunto la vetta hanno perso la vita; 3 di loro sono morte durante la discesa, mentre le altre 2 sono morte successivamente in altre scalate. Solo la basca Edurne Pasaban che ha raggiunto la vetta il 26 luglio 2004, l'italiana Nives Meroi (in vetta il 26 luglio 2006), la giapponese Yuka Komatsu (in vetta il 1º agosto 2006 con l'impiego di ossigeno) e la norvegese Cecilie Skog, in vetta il 1º agosto 2008 insieme con il marito Rolf Bae (che però si fermó a 100 metri dalla vetta e in seguito perse la vita durante la discesa, travolto da una valanga), non hanno perso la vita in incidenti alpinistici. Dopo 3 anni di spedizioni fallite alla cima del K2, il 23 agosto 2011 anche la spedizione guidata da Gerlinde Kaltenbrunner ha raggiunto la vetta salendo dal versante cinese.
Ancora molto resta da scoprire: i percorsi di salita attuali sono piuttosto tortuosi, la parete est è ancora inviolata, il versante cinese è poco conosciuto.

## Storia delle ascensioni

### Tentativi iniziali

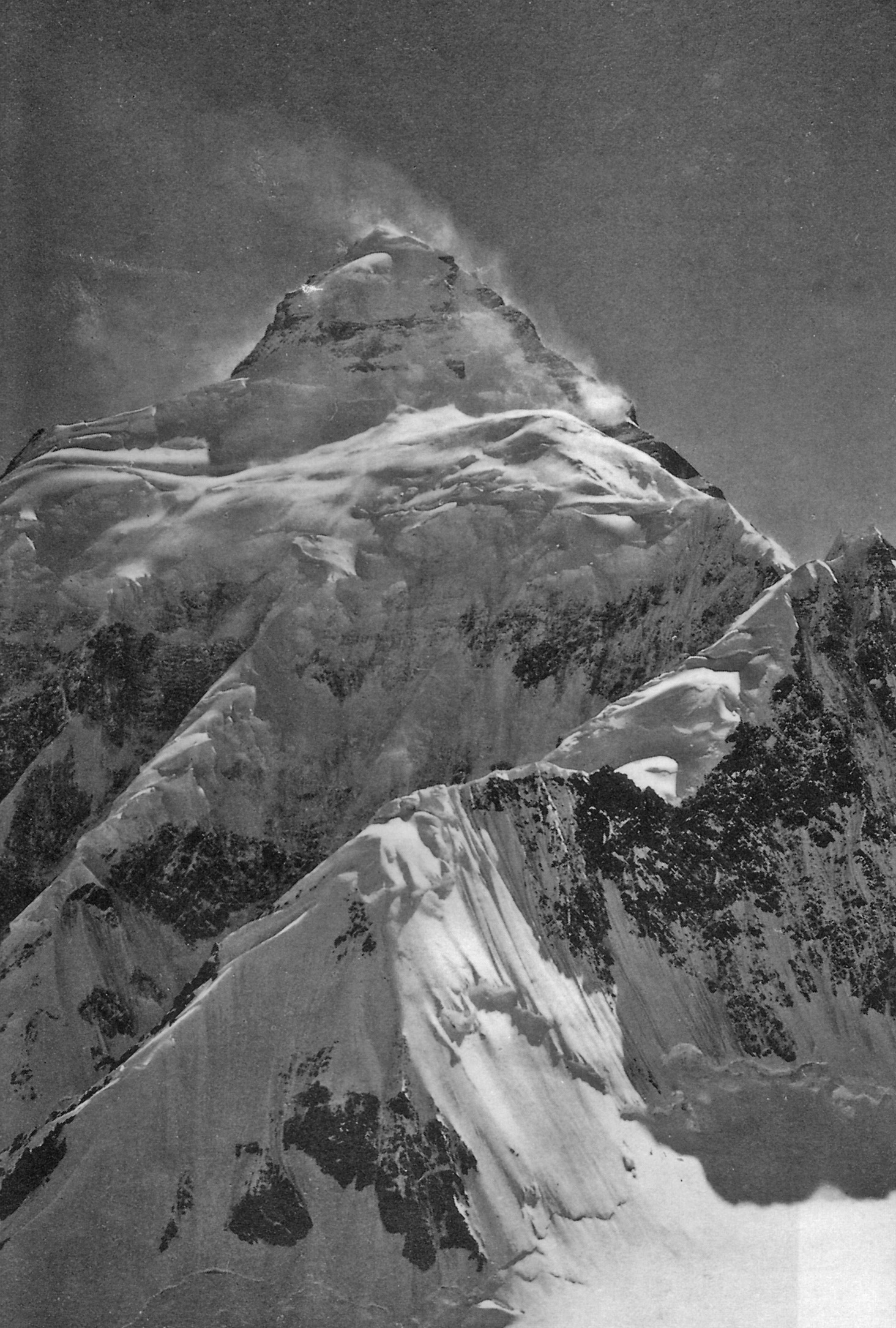
K2 da est, fotografato dal Duca degli Abruzzi durante la spedizione italiana del 1909. La foto è spesso attribuita a Vittorio Sella.

Dal 1902 si sono succeduti cinque tentativi di scalata del K2. Il primo, nel 1902, fu compiuto da una spedizione guidata da Oskar Eckenstein alla quale partecipò anche Aleister Crowley, che divenne un famoso occultista. La spedizione con Viktor Wessely raggiunse una quota di circa 6600 m ma fu costretta a ritirarsi per il maltempo. Nel 1909 la spedizione italiana guidata da Luigi Amedeo di Savoia, duca degli Abruzzi, e accompagnata dal fotografo Vittorio Sella, aprì la via di salita lungo lo sperone est della montagna, nota ancor oggi come Sperone degli Abruzzi.
Negli anni trenta vi furono due spedizioni statunitensi. La spedizione del 1938 raggiunse la quota di 7800 m, ma fu costretta a ritirarsi per la mancanza di fiammiferi per accendere le stufe. La spedizione del 1939, organizzata da Fritz Wiessner, raggiunse la quota di 8200 m e si concluse con la morte del milionario Dudley Wolfe, prima vittima accertata del K2, bloccato da una tempesta a 7500 m. I suoi resti, portati a valle da una valanga, furono ritrovati solo nel 2002.
Un'ulteriore spedizione statunitense ebbe luogo nel 1953, ma anche questa si concluse in tragedia. La squadra stava cercando di far scendere a valle il compagno Art Gilkey, colpito da tromboflebite e da un probabile edema polmonare; mentre i compagni stavano cercando un posto dove fare una sosta, Gilkey, bloccato su una barella, fu spazzato via da una valanga.

### La prima scalata del 1954
Il 31 luglio 1954 una spedizione italiana guidata dal geologo Ardito Desio raggiunse la vetta. La notizia giunse in Italia a mezzogiorno del 3 agosto e fu accolta con grande entusiasmo e come simbolo della rinascita del Paese nel dopoguerra: da quel momento il K2 divenne per tutti "La montagna degli italiani". La vetta fu effettivamente raggiunta dalla coppia di alpinisti Achille Compagnoni e Lino Lacedelli; determinante fu tuttavia il contributo di Walter Bonatti e Amir Mahdi, e comunque l'impresa resta negli annali come un successo dell'intero gruppo.
La spedizione fu inizialmente segnata dalla tragedia della morte di Mario Puchoz, una guida di Courmayeur colpito da edema polmonare. Erich Abram (una guida altoatesina), Walter Bonatti (considerato tra il 1954 e il 1965 uno dei migliori alpinisti al mondo) e Ubaldo Rey (un'altra guida di Courmayeur) fecero il grosso del lavoro di messa in opera delle corde fisse sulla cosiddetta Piramide Nera, la difficile zona rocciosa poco sotto i 7 000 metri.

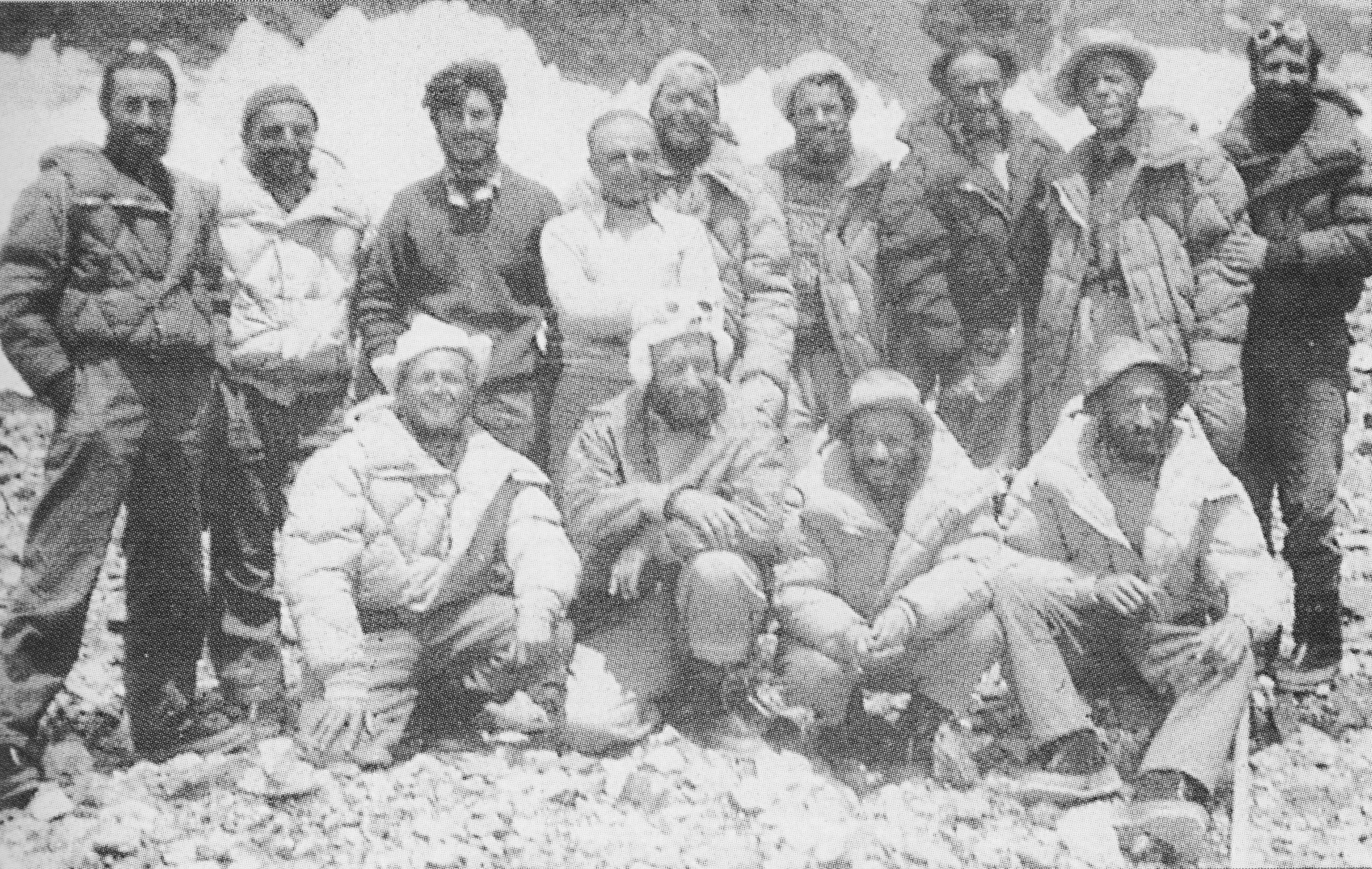
I componenti della spedizione del 1954 al campo base.

Il 30 luglio, vigilia dell'attacco finale, si rischiò un altro dramma: Bonatti e l'Hunza Mahdi, che portavano le bombole d'ossigeno al nono campo dove erano attesi da Compagnoni e Lacedelli, designati per conquistare la cima, non riuscirono a raggiungere la tenda del nono campo (da Compagnoni e Lacedelli posta circa 250 m più in alto di quanto concordato la sera prima per facilitare, a loro dire, la salita in vetta del giorno dopo). Al sopraggiungere dell'oscurità, Bonatti e Mahdi si trovarono così impossibilitati sia a salire che a scendere. Non ricevendo assistenza dalla ormai vicina tenda di Compagnoni e Lacedelli – che pure erano a portata di voce – i due dovettero bivaccare all'addiaccio in condizioni climatiche estreme, su un gradino di ghiaccio in mezzo a un ripido canalone che il vento notturno riempiva di neve, senza tenda e senza sacchi a pelo, e sopravvissero solo grazie alla eccezionale robustezza fisica. Mahdi riportò gravi congelamenti che determinarono l'amputazione di tutte le dita dei piedi.
L'episodio è all'origine di una lunga serie di polemiche, calunnie, accuse, persino di fronte a tribunali, che coinvolsero i protagonisti della vicenda e si trascinarono per 54 anni, dando origine al cosiddetto Caso K2. Già prima della partenza, la spedizione aveva suscitato critiche per l'esclusione, voluta da Ardito Desio, di alpinisti del calibro di Riccardo Cassin, Cesare Maestri, Gigi Panei e Toni Gobbi.

#### La versione ufficiale dell'epoca

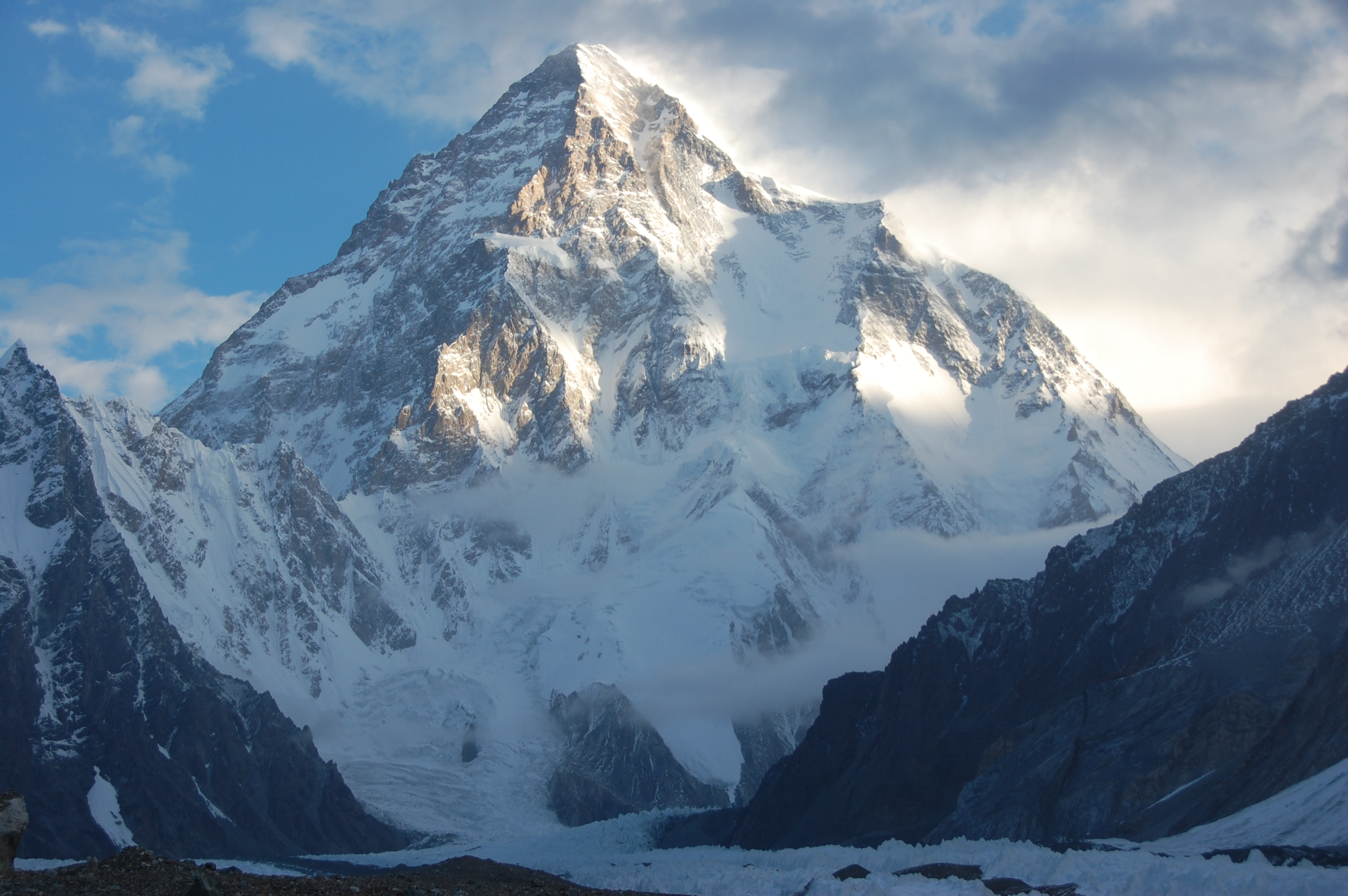
Versante sud pakistano

Secondo la relazione pubblicata all'epoca da Desio, la mattina successiva al trasporto delle bombole da parte di Bonatti e Mahdi, Compagnoni e Lacedelli sarebbero scesi a prendere le bombole (che garantivano una pressurizzazione pari a 6 000 metri anche alla quota di circa 8 100 metri) là dove Bonatti e Mahdi le avevano lasciate (a poca distanza dal nono campo), e con queste avrebbero fatto la salita finale. Secondo il loro racconto, tuttavia, l'ossigeno si sarebbe esaurito a quota 8 400, due ore prima della vetta, che quindi i due alpinisti avrebbero raggiunto senza ossigeno, portando comunque con sé bombole e bastini di trasporto (del peso complessivo di 19 kg per ogni alpinista) per lasciare in vetta un segno della loro conquista. Al ritorno entrambi sarebbero stati in condizioni psicofisiche difficili, e Compagnoni, che in un primo tempo asserì di aver ceduto in vetta i suoi guanti a Lacedelli, che li avrebbe persi nel vento mentre scattava le foto (la versione in seguito venne modificata), riportò gravi congelamenti alle mani, per i quali fu necessaria l'amputazione di due dita.

#### Revisione della versione ufficiale
La versione secondo cui l'ossigeno sarebbe terminato prima di raggiungere la vetta (volta forse ad eroicizzare oltremisura l'impresa) è stata poi ufficialmente smentita dal CAI a seguito delle risultanze della commissione dei tre saggi, che ha pubblicato la propria relazione nel 2008.
Secondo la versione rivista, l'ossigeno sarebbe stato utilizzato fino alla cima. La prova è costituita da due foto scattate in vetta dagli stessi alpinisti: in una si vede Compagnoni ancora con la maschera di ossigeno (che non avrebbe avuto senso indossare se non funzionante); nell'altra Lacedelli mostra tracce visibili di brina intorno alla bocca, come se si fosse appena tolto, appunto, il respiratore. Compagnoni e Lacedelli avrebbero quindi respirato l'ossigeno delle bombole per almeno 9 ore e 45 minuti, ciò fa pensare che le bombole avevano piena carica. I due avrebbero cominciato l'ascesa finale non prima delle 8:30 partendo dal luogo del bivacco forzato di Bonatti e Mahdi, e qui avrebbero recuperato le bombole lasciate in bella vista da Bonatti, del quale pertanto risulta completamente avvalorata la versione.
C'è però da osservare che, in realtà, le apparecchiature erano a circuito aperto (ovvero l'ossigeno delle bombole era utilizzato per arricchire il tenore totale di ossigeno dell'aria atmosferica inspirata) e quindi era possibile continuare a respirare pur con le maschere indossate anche nel caso in cui le bombole fossero esaurite. Alcuni componenti della spedizione in seguito confermarono il fatto che talvolta le maschere, pur non collegate alle bombole di ossigeno, venivano indossate al solo scopo di rendere l'aria inspirata meno fredda e secca. Appare inoltre contraddittorio che sul volto di Compagnoni, fotografato in vetta dapprima con la maschera e successivamente senza, non appaiano tracce di brina.

### Ascensioni successive

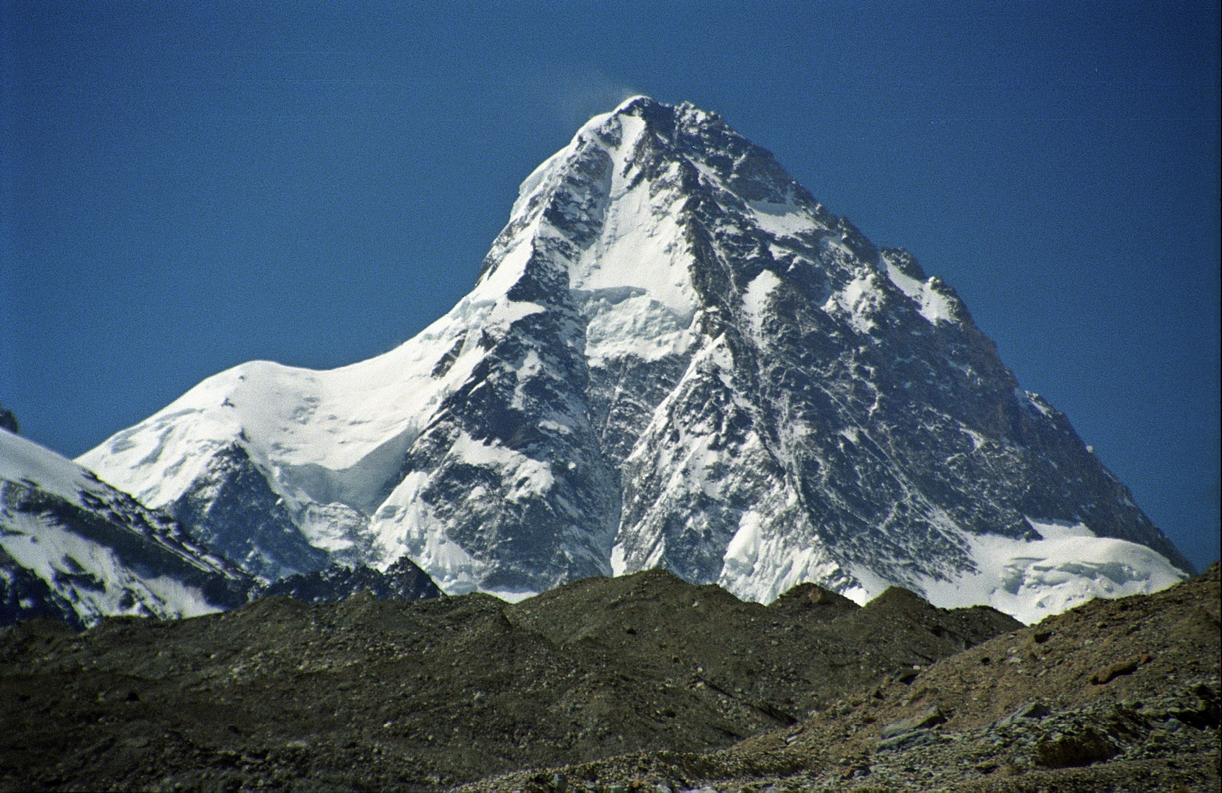
Parete nord cinese

La seconda ascensione del K2 fu effettuata solo 23 anni dopo, per la stessa via di salita della spedizione italiana. L'8 agosto 1977, una spedizione mista giapponese-pakistana riuscì a giungere in vetta per la via normale dello Sperone Abruzzi.
La terza ascensione, ad opera di una spedizione statunitense del 1978, fu la prima comprovata senza ossigeno. Louis Reichardt raggiunse la vetta il 6 settembre; partito dall'ultimo campo con le bombole di ossigeno, se ne liberò durante il percorso a causa di un malfunzionamento, giungendo in vetta senza. Il giorno seguente il compagno John Roskelley raggiunse a sua volta la vetta, ma partendo senza bombole già direttamente dall'ultimo campo.
La prima donna sulla vetta del K2 fu, il 23 giugno 1986, la polacca Wanda Rutkiewicz che precedette di mezz'ora la francese Liliane Barrard quest'ultima morì durante la discesa. Entrambe erano salite senza ossigeno.

### Il disastro del 1986
Il 1986 fu per il K2 un anno particolarmente duro: a fronte di 27 tentativi di salita vi furono infatti 13 morti, di cui 5 tra il 6 e il 10 agosto. Tra i morti di quell'anno si ricordano Renato Casarotto e l'alpinista britannica Julie Tullis, che con Kurt Diemberger formava un noto team di documentaristi d'alta quota, il "film-team più alto del mondo".

### Anni 2000

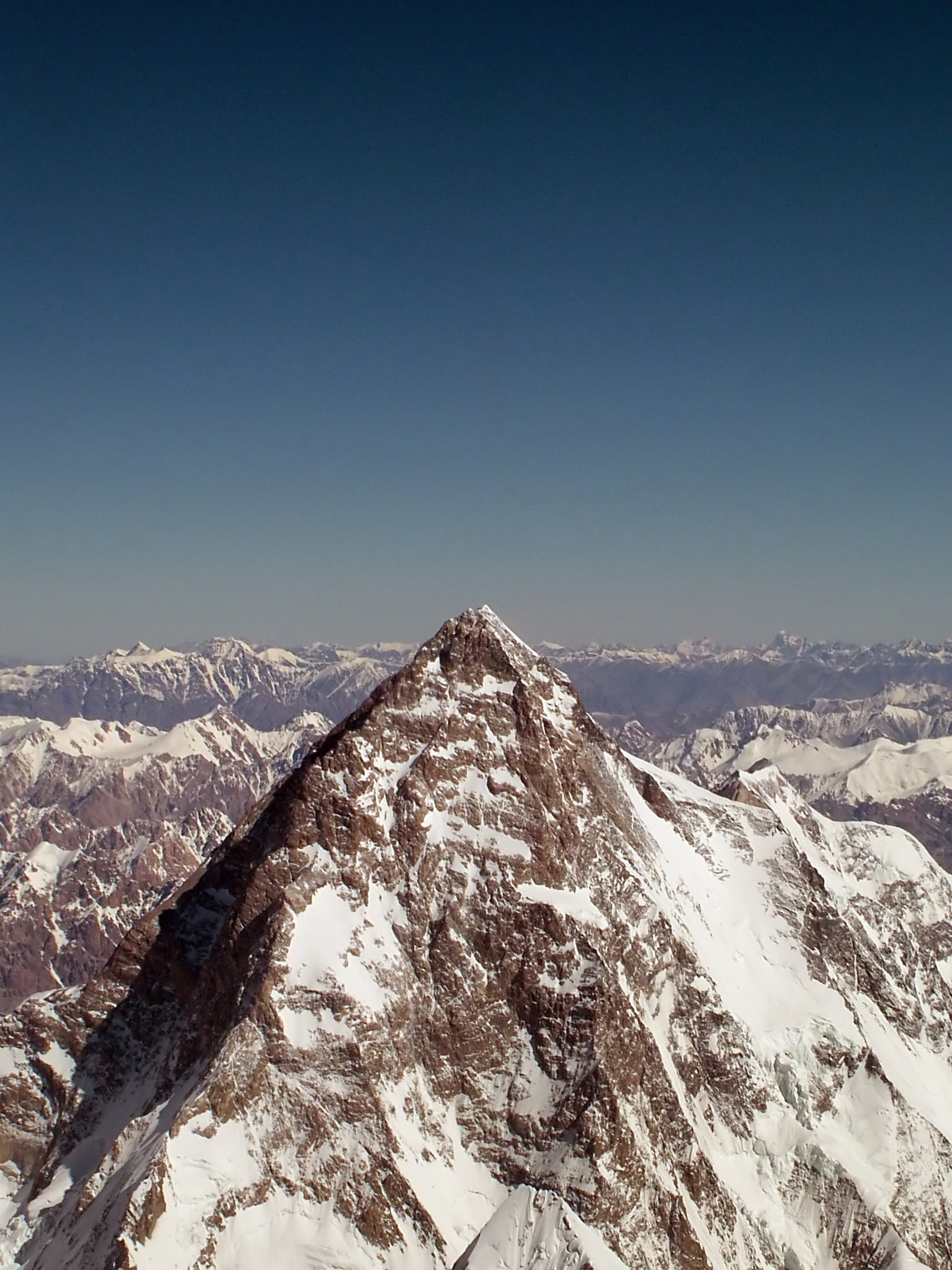
K2, vista aerea

#### Spedizione invernale 2002-2003
Nel 2002, una spedizione polacca guidata da Krzysztof Wielicki e comprendente alpinisti di altre nazionalità tentò di effettuare la prima ascensione invernale, accedendo dal versante cinese. La spedizione fu bersagliata dal maltempo, ma il 13 febbraio 2003 il polacco Piotr Morawski ed il kazako Denis Urubko riuscirono a stabilire il campo IV ad una quota di 7630 m, la massima quota mai raggiunta sul K2 in inverno fino a quel momento. Il maltempo obbligò gli alpinisti a ritirarsi il 15 febbraio; una nuova squadra tornò al campo il 26 febbraio, ma lo trovò distrutto dal vento. La spedizione dovette ritirarsi il 28 febbraio senza riuscire a raggiungere la vetta, ma stabilendo comunque il record della massima altezza raggiunta in inverno sul K2, che resistette fino al 2021.

#### Spedizione italiana del 2004
Nel luglio 2004 la nutrita Spedizione celebrativa K2 1954-2004 (11 alpinisti guidati da Agostino Da Polenza, alla sua quinta esperienza da capospedizione sul K2) tentò, portandola a termine, la scalata del K2 per festeggiare i 50 anni dall'impresa di Compagnoni e Lacedelli. Il 26 luglio, a tre anni di distanza da che l'ultimo alpinista aveva raggiunto la vetta, Silvio Mondinelli e Karl Unterkircher, Walter Nones, Ugo Giacomelli, Michele Compagnoni salirono in vetta al K2 senza l'uso di ossigeno supplementare.
In quest'occasione ci furono delle vittime: 5 portatori ingaggiati dalle agenzie locali in altre valli e che non conoscevano il territorio annegarono travolti mentre, per evitare un'ora di percorso, azzardarono la traversata di un fiume in piena, seppur sconsigliati dai più esperti portatori locali. L'afflusso di portatori da altre regioni montane era dovuto alla presenza in contemporanea di spedizioni commerciali – le prime sul K2 – e di altre 5 spedizioni tradizionali che avevano richiesto l'utilizzo di molta manodopera.
In quell'occasione furono continuate le ricerche di carattere geologico, geofisico e naturalistico che Ardito Desio aveva avviato nel 1929 e furono gettate le basi per la realizzazione del Parco del Karakorum Centrale, un'area di protezione ambientale della regione e di sviluppo socioeconomico per le popolazioni di quelle vallate. Furono avviati anche i corsi che portarono alla formazione del primo nucleo di soccorso alpino nel Karakorum.

#### Spedizioni del 2007

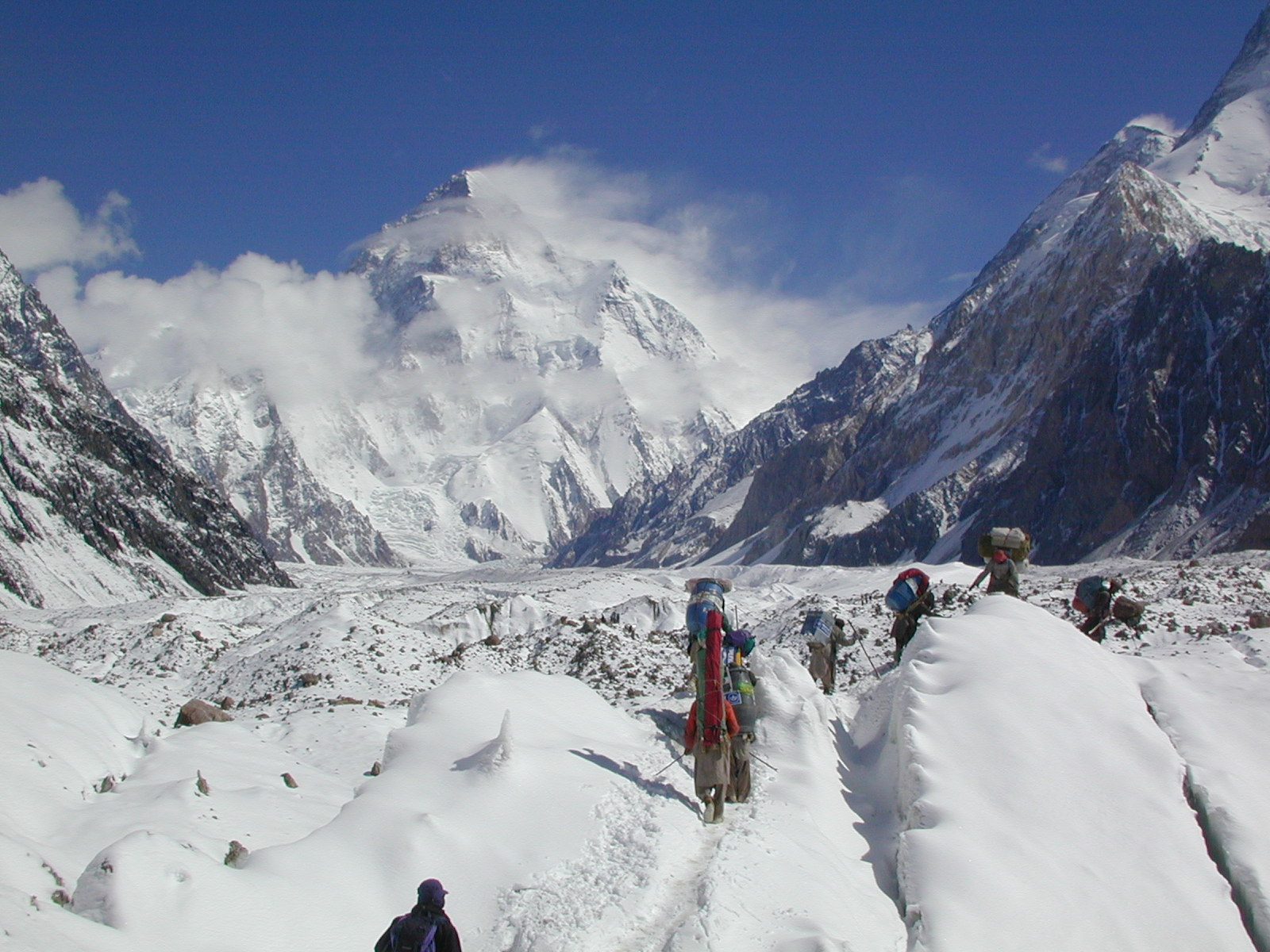
K2, nei pressi del campo base pakistano

Il 20 luglio 2007 la spedizione italiana K2 Mountain Freedom 2007 raggiunse la vetta attraverso lo Sperone Abruzzi e senza l'ausilio dell'ossigeno con tre dei suoi alpinisti: Daniele Nardi, capospedizione, Mario Vielmo e Stefano Zavka. Michele Fait, il quarto uomo della spedizione, si fermò a qualche centinaio di metri dalla vetta. Vielmo e Zavka raggiunsero la cima della montagna molto tardi, attorno alle 18:30, circa 2 ore e mezzo dopo il loro compagno e dopo altri scalatori russi, coreani, canadesi e americani impegnati sul K2 negli stessi giorni.
Le previsioni meteorologiche concordavano nel prevedere un peggioramento delle condizioni del tempo per la serata dello stesso giorno. Vielmo e Zavka, soli, cominciarono la discesa dalla vetta verso il campo 4 (a circa 7900 m) alle 19:00, ma le condizioni del tempo diventarono pessime: il vento fortissimo alzò una fitta neve che, assieme alla notte e alla stanchezza accumulata durante la scalata del pomeriggio (durata più di 14 ore), rese problematiche le operazioni di discesa. Stefano Zavka, che non aveva con sé la radio e che durante la discesa aveva ceduto il passo a Vielmo, che lamentava un congelamento di mani e piedi, si perse nella tempesta e non fece più ritorno al campo 4.
Anche Mario Vielmo si perse nella notte, ma alla fine riuscì a raggiungere le tende dei compagni, con i quali comunicava via radio grazie alle luci frontali che questi avevano usato come segnalazione. Nel corso della discesa un componente della spedizione americana scivolò e si ruppe una gamba; due componenti della spedizione coreana si persero nella tormenta. Sia l'americano che i coreani riuscirono comunque a ritornare al campo base. La spedizione, seguita anche dal giornalista Marco Mazzocchi con una troupe Rai, è stata documentata nel programma TV K2: Il sogno, l'incubo, andato in onda su Rai 2 nell'ottobre 2007.
Il 2 ottobre 2007 i kazaki Denis Urubko e Serguey Samoilov raggiunsero la vetta per la via cinese sulla cresta nord, non ripetuta da 11 anni. Inizialmente avevano tentato di aprire una nuova via sulla nord ma avevano dovuto rinunciare per il maltempo e le cattive condizioni della parete.

#### Spedizioni del 2008

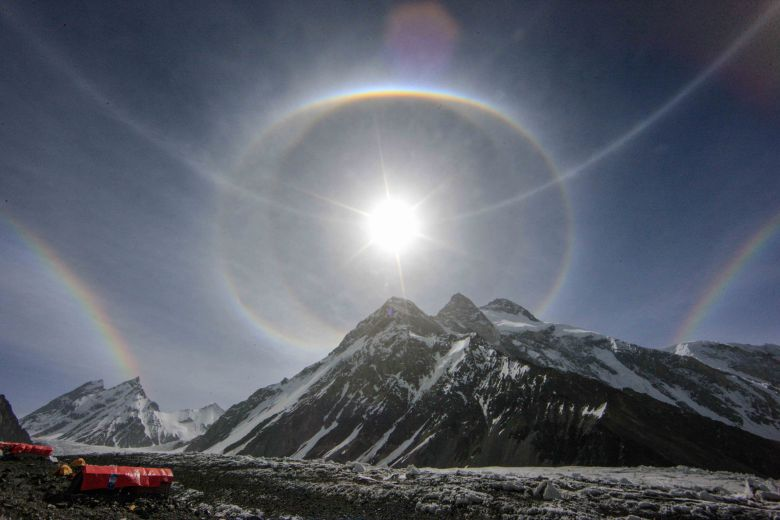
K2 al mattino

A causa del maltempo, i tentativi di salita al K2 nel 2008 si concentrarono tutti ad inizio agosto. Il 1º agosto circa trenta alpinisti di diverse spedizioni partirono dal campo 4 per raggiungere la vetta. L'affollamento e i conseguenti ritardi, alcuni incidenti e il crollo di un seracco che travolse le corde fisse di appoggio generarono una situazione di estrema difficoltà, in seguito alla quale ben 11 alpinisti persero la vita compreso il ben noto scalatore pakistano Meherban Karim. Tra gli alpinisti superstiti, l'italiano Marco Confortola, che riportò seri congelamenti e l'amputazione di tutte e 10 le dita dei piedi raggiungendo la cima il 1º agosto 2008.
In totale, nel 2008 sono stati 18 gli scalatori (16 uomini e 2 donne) che hanno raggiunto la vetta del K2, tutti il 1º agosto.

#### Spedizioni del 2009
Nel 2009 le spedizioni impegnate sul K2 furono almeno 6: una americana, una cinese, una giapponese, una kazaka, una commerciale organizzata dall'australiana Field Touring Alpine e una composta dallo svedese Fredrik Ericsson e dall'italiano Michele Fait, che aveva in programma la discesa della montagna dalla cima con gli sci lungo la via Cesen.
Il 23 giugno 2009, durante le scalate preparatorie a quest'ultima impresa, Michele Fait, che aveva già tentato la scalata del K2 nel 2007 rinunciandovi sul Collo di bottiglia, perse la vita scivolando lungo la discesa.
Nella stagione estiva 2009 nessun alpinista riuscì comunque a raggiungere la cima della montagna. Lo spagnolo Jorge Egocheaga, di cui era stata annunciata la conquista della vetta il 19 luglio, ha affermato di essere arrivato a soli 12 metri da essa, senza tuttavia mostrare prove delle sue affermazioni.
I due assalti permessi dalle finestre di bel tempo (una il 26 luglio e una il 4 agosto) permisero ad alcuni scalatori di raggiungere solamente quota 8 400 metri, poco al di là del Traverso. Tra le cause principali del fallimento, che ebbe tra i protagonisti anche l'alpinista austriaca Gerlinde Kaltenbrunner, alla caccia del suo tredicesimo ottomila, vi fu l'eccessiva neve nella zona alta della montagna.
Nel giorno del secondo tentativo di vetta, il 4 agosto, l'alpinista americano Dave Watson scese sciando lungo il Collo di bottiglia, primo uomo nella storia.

#### Prima ascensione invernale
La prima ascensione in periodo invernale è del 16 gennaio 2021, per opera di un gruppo di 10 alpinisti, tutti nepalesi: Nirmal Purja, Mingma Gyalje Sherpa, Kili Pemba Sherpa, Dawa Tenjin Sherpa, Mingma David Sherpa, Mingma Tenzi Sherpa, Gelje Sherpa, Pem Chiiri Sherpa, Dawa Temba Sherpa e Sona Sherpa. Lo stesso giorno perde la vita l'alpinista spagnolo Serge Mingote, scendendo dal campo 1 al campo base avanzato. Il 5 febbraio l'alpinista bulgaro Atanas Skatov perde la vita, precipitando durante una discesa verso campo 3. Lo stesso giorno risultano dispersi tre scalatori impegnati nell'attacco alla vetta: l'islandese John Snorri, il pakistano Ali Sadpara e il cileno Juan Pablo Mohr.
Il K2 è stato l'ultimo Ottomila ad essere stato scalato anche in inverno, a distanza di 41 anni dalla prima ascensione invernale di un Ottomila, l'Everest il 17 febbraio 1980.

### Spedizioni commerciali

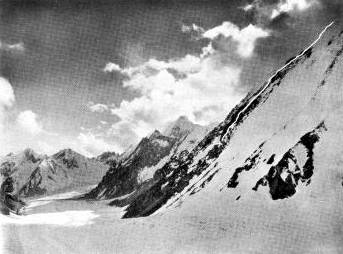
Sperone degli Abruzzi nel 1909

Sono solo tre le spedizioni commerciali, ossia gestite da operatori specializzati che organizzano l'ascesa di clienti paganti, che hanno calcato le vie del K2. La prima, organizzata dalla tedesca Amical Alpin, ha raggiunto la vetta con cinque dei suoi alpinisti nel 1994 attraverso lo Sperone Abruzzi. Tra gli alpinisti della spedizione, guidata da Ralf Dujmovitz, figurava anche Robert Hall, protagonista due anni dopo della tragedia sull'Everest del 1996. La seconda spedizione commerciale, organizzata dalla Field Touring Alpine nel 2006, non portò nessuno dei clienti in vetta. In quell'occasione Gerard McDonnell fu colpito da un sasso mentre saliva da campo 1 a campo 2 e fu necessario trasportarlo in elicottero al più vicino centro di soccorso. Gerard McDonnell morirà poi sul K2 nei tragici eventi del 2008 dopo aver raggiunto la vetta. La terza spedizione è stata organizzata nel 2009 sempre dalla Field Touring Alpine e anche in questo caso nessuno dei membri ha raggiunto la vetta. Uno di loro, Dave Watson, ha comunque eseguito la prima discesa con gli sci del Collo di bottiglia.
Da alcuni anni le spedizioni commerciali hanno invaso anche il K2, portando al campo base decine di aspiranti salitori corredati di ossigeno e supportati da sherpa nepalesi.

## Nella cultura di massa

### Cinema
- Italia K2 (1955), regia di Marcello Baldi, documentario ufficiale della salita italiana
- K2 – L'ultima sfida (1991), regia di Franc Roddam
- Vertical Limit (2001), regia di Martin Campbell
- K2 – SpecialeTg1 Cinquantesimo anniversario (2004) prodotto dalla RAI di Alessandro Gaeta e Claudio Callini
- K2: Il sogno, l'incubo (2007), documentario di Marco Mazzocchi prodotto dalla RAI
- K2 – La montagna degli italiani (2012), regia di Robert Dornhelm, miniserie RAI
- The Summit K2 (2012), regia di Nick Ryan, il film sul Disastro del K2 (2008)

### Fumetto
- La conquista del K2 (testo di E. Ventura, disegni di Moliterni), pubblicato sul Corriere dei Piccoli nei primi anni '70
- K (1993), manga di Jirō Taniguchi e Shiro Tosaki
- The Climber (孤高の人 Kokoh no Hito), manga seinen basato sul romanzo omonimo di Jiro Nitta; scritto da Yoshio Nabeda e Shin'ichi Sakamoto e illustrato dallo stesso Shin'ichi Sakamoto. Dal volume 5 in poi sia la sceneggiatura che il disegno vengono affidati a Shin'ichi Sakamoto

### Libri
- K2- storia della montagna impossibile di Alessandro Boscarino, edito da Rizzoli nel 2018